# مارك نوبل
مارك جايمس نوبل (بالإنجليزية: Mark Noble)‏، من مواليد 8 مايو 1987 في لندن في إنجلترا، لاعب كرة قدم إنجليزي.
بدأ مسيرته الكروية مع نادي وست هام يونايتد في عام 2003، وهو يلعب معهم حتى الآن، وفي عام 2006 أعير إلى نادي هول سيتي، ولعب معهم 5 مباريات، وفي عام 2006 أعير إلى نادي إيبسويتش تاون، ولعب معهم 13 مباراة وسجل هدف واحد.
و يعد مارك من أبرز المواهب الأنقليزية حالياً. ويلعب أيضاً لمنتخب إنجلترا دون الـ 21 عام

## روابط خارجية
- مارك نوبل على موقع إي إس بي إن إف سي (الإنجليزية)
- مارك نوبل على موقع قاعدة بيانات كرة القدم.إي يو (الإنجليزية)
- مارك نوبل على موقع ليكيب (الفرنسية)
- مارك نوبل على موقع Soccerbase.com (لاعب) (الإنجليزية)
- مارك نوبل على موقع Soccerway.com (الإنجليزية)
- مارك نوبل على موقع عالم كرة القدم.نت (الإنجليزية)
- مارك نوبل على موقع كووورة
- مارك نوبل على موقع AS.com (الإسبانية)